# Strom (Gewässerart)

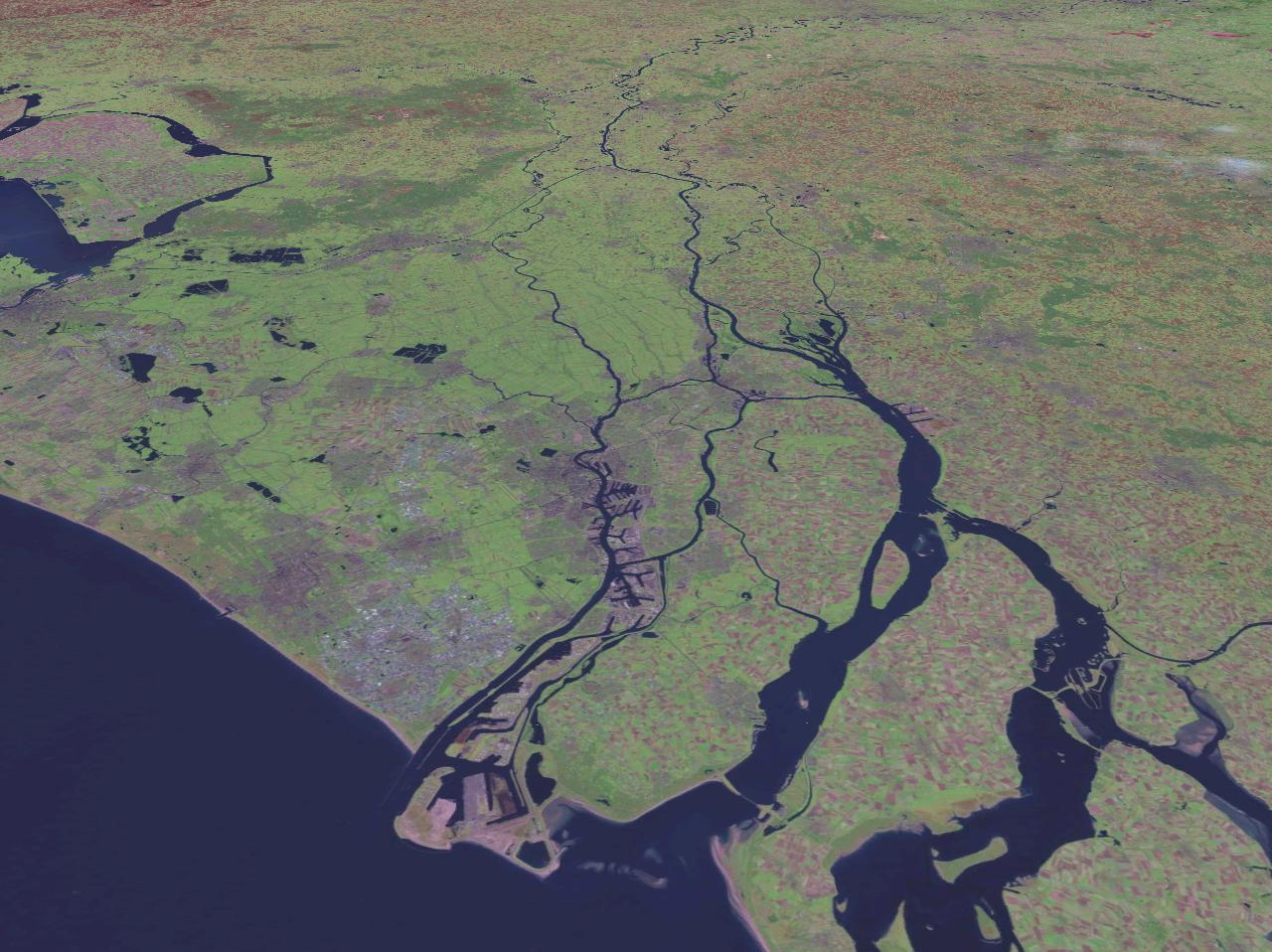
Rhein-Maas-Delta

Als Strom wird ein großer Fluss bezeichnet, der ins offene Meer mündet. Als Kriterium wird eine Länge von mindestens 500 km und ein Einzugsgebiet von mindestens 100.000 km² angegeben.

## Definition
Zur Definition von Strom wird in Deutschland oft, der DIN-Norm 4049 folgend, das Mündungsgewässer herangezogen. Dieser Begriffsbestimmung gemäß wäre ein Strom ein Fluss, der direkt ins Meer mündet. Danach wäre die in die Nordsee mündende Ems ein Strom, die deutlich mehr Wasser führenden Donau-Nebenflüsse Inn und Theiß jedoch nicht.
Ebenso ist zu unterscheiden zwischen Strömen und den deutlich kürzeren und ein nur vergleichsweise kleines Einzugsgebiet entwässernden Küstenflüssen.

## Redewendung
Als idiomatische Wendung wird „mit dem Strom schwimmen“ (sich der herrschenden Meinung anschließen, sich anpassen) verwendet und „gegen den Strom schwimmen“ (sich der herrschenden Meinung widersetzen, sich nicht anpassen) gebraucht.

„Scheme dich nicht zubekennen / wo du gefeilet hast / vnd strebe nicht wider den strom.“

„Schäme dich nicht zu bekennen, wenn du gesündigt hast, und stelle dich nicht gegen den Strom.“

## Übersicht
Als „Ströme“ werden im Deutschen oft – wenigstens an ihrem Unterlauf – die folgenden mächtigen Flüsse bezeichnet:
- Afrika: Kongo – Limpopo – Niger – Nil – Sambesi – Senegal –  Volta
- Asien: Amur – Brahmaputra – Ganges – Gelber Fluss – Indus – Irawadi – Jangtsekiang – Jenissei – Lena – Mekong – Ob
- Europa: Dnepr – Don – Donau – Elbe – Oder – Po – Rhein – Rhone – Tejo – Weser – Weichsel – Wolga[2]
- Nordamerika: Columbia – Delaware – Mackenzie – Mississippi – Sankt-Lorenz-Strom – Yukon - Rio Grande
- Südamerika: Amazonas – Orinoco – Plata – Magdalena